# Muzaffar Xah I Gudjarati
Muzaffar Shah I Gudjarati (?-1410) fou sultà de Gujarat, considerat el primer de la nissaga. A partir del 1390 el poder del sultanat de Delhi sobre les províncies es va veure afectat per les lluites de successió; el 1391 el governador de Gujarat Malik Mufarrah Sultani Farhat al-Mulk va donar suport a la religió hindú esperant el suport dels membres d'aquesta religió per fer-se independent; els ulemes van anar a Delhi a protestar i el sultà Muhammad Shah III Tughluk va enviar com a nou governador a Zafar Khan, fill de Wajih al-Mulk amb el títol de Muzaffar Khan; Farhat al-Mulk va desafiar la seva autoritat i els dos homes es van enfrontar en batalla el 4 de gener de 1392 a Kamboi a 30 km a l'oest de Patan, en la que Farhat fou derrotat i mort.
Muzaffar havia deixat a Delhi al seu fill Tatar Khan que exercia com a wazir (fins a 1393). Muzaffar va començar a restablir l'orde i la prosperitat i va eliminar les facilitats pel culte hindú. El raja d'Idar que negava el tribut, fou assetjat a la seva fortalesa diversos cops. Muzaffar va destruir el temple de Somnath el 1395 i altre cop el 1402, i aquesta darrera vegada va perseguir als hindús fins a Diu on va implantar l'islam. Després del 1393 Tatar Khan, el fill de Muzaffar Khan, va continuar a Delhi, on era el centre de les lluites pel poder, i el 1398 va anar a Gujarat on va demanar al seu pare un exèrcit que havia d'ocupar Delhi. Però llavors es va produir la invasió de Tamerlà (1399). Nasir al-Din Mahmud Shah III Tughluk (1395-1399) es va refugiar a Patan la capital aleshores de la província de Gujarat.
El 1403 Tatar Khan va intentar convèncer el seu pare d'avançar fins a Delhi amb un exèrcit però Muzaffar no ho va acceptar i va tractar de dissuadir al fill. Tatar llavors va enderrocar al seu pare (de 60 anys) i es va proclamar sultà de Gujarat (novembre de 1403) com Muhammad Shah Gujarati. Fou el primer sultà. Llavors va marxar a Delhi però fou enverinat pel seu oncle Shams Khan, que va alliberar a Muzaffar al que va restablir al govern de Gujarat.
Muzaffar Khan va agafar el títol reial el 1407 a petició dels nobles i davant la vacant de poder a Delhi, sent coronat com Muzaffar Shah I.
El 1408 va envair Malwa i va capturar al sultà Hushang al que acusava d'haver enverinat al seu pare Dilawar Khan (pare de Hushang), però al cap d'un temps li va retornar el regne.
Va morir el 1410, amb sospites d'haver estar enverinat, i el va succeir el seu net Shihab al-Din Ahmad, fill de Tatar Khan.